# Beseda (ples)
Beseda je češki ples, ki je bil posebno priljubljen koncem 19. in v začetku 20. stoletja. Plesali so ga tudi v Sloveniji. Plesna koreografija sestoji iz štirih delov, izmed katerih se vsak deli na začetni (valček), srednji (zbor) in končni del (polka).